# ویلیام هنری دین
ویلیام هنری دین (انگلیسی: William Henry Dean; ۶ فوریهٔ ۱۸۸۷ – ۲ مهٔ ۱۹۴۹) بازیکن واترپلو اهل بریتانیا بود.
وی در مسابقات کشوری و بین‌المللی در مجموع برندهٔ ۱ مدال طلا شده‌است.